# 陕甘灯心草
陕甘灯心草（学名：Juncus tanguticus）是灯心草科灯心草属的植物。分布在中国大陆的甘肃、四川、陕西等地，生长于海拔3,400米至4,000米的地区，常生于山地，目前尚未由人工引种栽培。